# Stazione di Saliceto
Stazione di Saliceto vasútállomás Olaszországban, Saliceto településen.

## Vasútvonalak
Az állomást az alábbi vasútvonalak érintik:
- Torino-Fossano-Savona-vasútvonal

## Kapcsolódó állomások
A vasútállomáshoz az alábbi állomások vannak a legközelebb:
- Stazione di Cengio
- Stazione di Sale Langhe